# Dorekere, Piriyapatna
Dorekere là một làng thuộc tehsil Piriyapatna, huyện Mysore, bang Karnataka, Ấn Độ.